# U-Bahnhof Ernst-Reuter-Platz

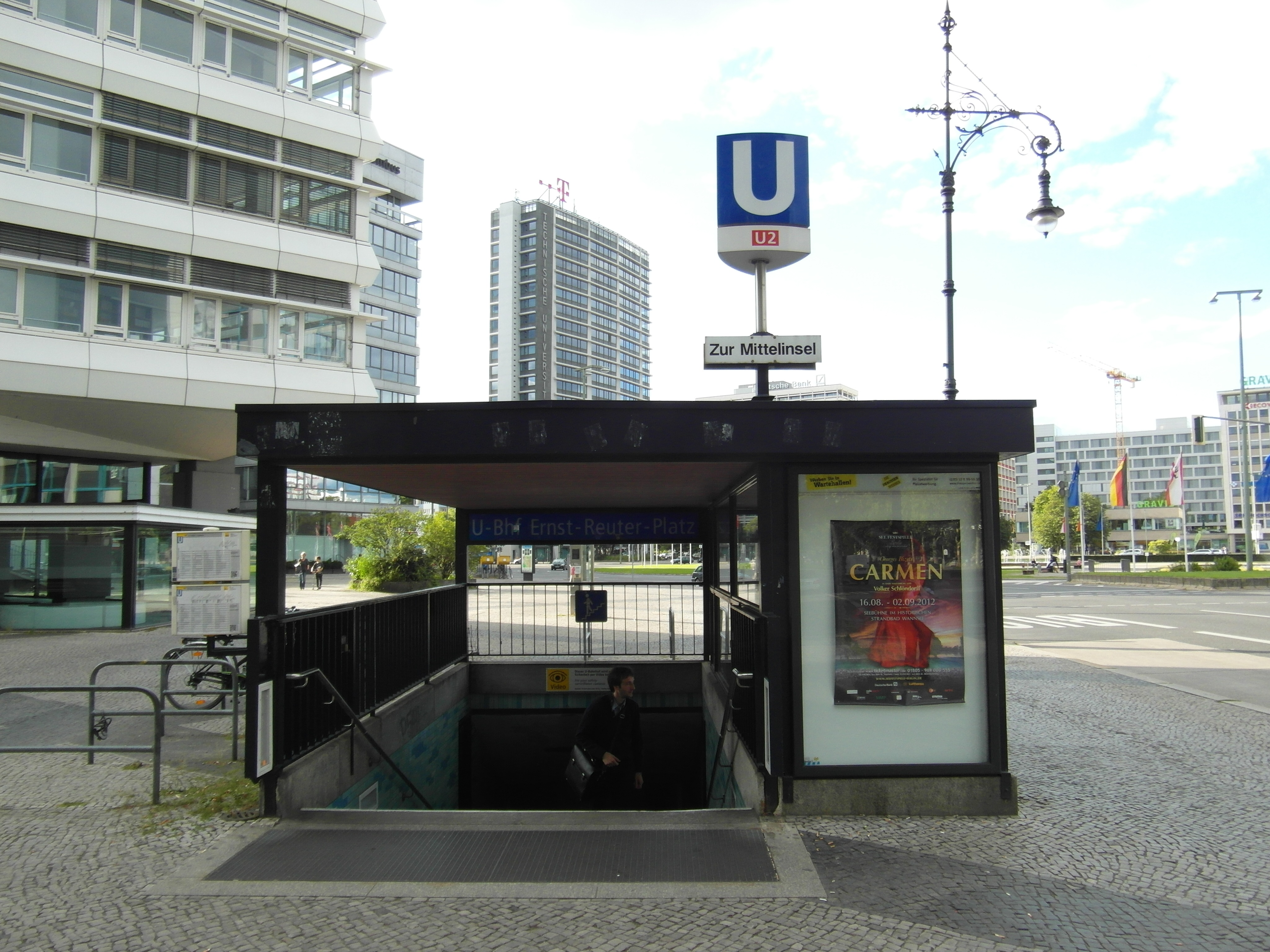
Eingang zum U-Bahnhof Ernst-Reuter-Platz (Einmündung Hardenbergstraße)

Der U-Bahnhof Ernst-Reuter-Platz ist eine Station der Berliner Linie U2 der U-Bahn. Er wurde am 14. Dezember 1902 als U-Bahnhof Knie eröffnet und befindet sich im Ortsteil Charlottenburg unter dem gleichnamigen Platz. Seit Anfang Oktober 1953 tragen der Platz und der Bahnhof den Namen des ehemaligen Berliner Bürgermeisters Ernst Reuter.
Der Bahnhof, im Bahnhofsverzeichnis der BVG mit dem Kürzel RP bezeichnet, hat zwei 111,5 Meter lange und 3,5 Meter breite Seitenbahnsteige in einfacher Lage, befindet sich also ohne eine dazwischenliegende Verteilerebene direkt unter dem Platz und der Hardenbergstraße. Er besitzt keinen Aufzug, ist also nicht barrierefrei. In der Nähe des Bahnhofs befindet sich die Technische Universität, daher gehören besonders Studenten zu den Nutzern dieses Bahnhofs. Auf dem Ernst-Reuter-Platz besteht außerdem Anschluss zu mehreren Buslinien der BVG.
Die Station diente auch als Vorbild beim Bau der Station Viktoria der Athener U-Bahn.

## Geschichte

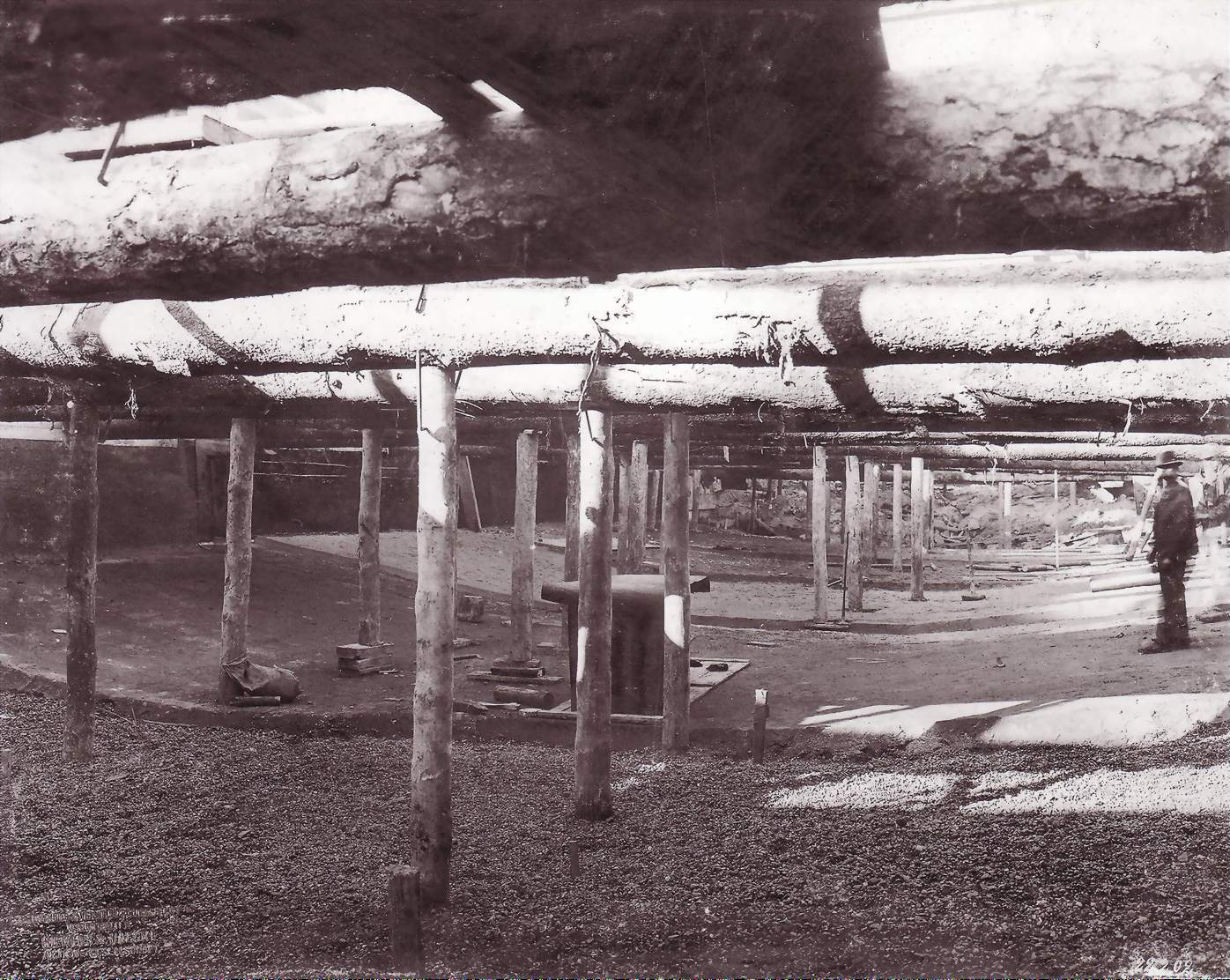
Ausgehobene Baustelle für den Bahnhof Knie, zu sehen sind zahlreiche Bauschritte zur Herstellung der wasserdichten Sohle

### Vorplanungen und Bau zum Zoo
Nachdem Werner von Siemens den Stadtvätern Berlins, Schönebergs und Charlottenburgs das Hochbahnsystem mehrfach in verschiedenen Varianten vorgestellt hatte, erhielt er im Jahr 1895 die Genehmigung seitens der Stadt Berlin, eine Hochbahn von der Warschauer Straße bis zur Bülowstraße zu errichten. In einem zweiten Vertrag im Sommer 1896 vereinbarte Siemens mit Charlottenburg und Schöneberg die Verlängerung dieser Strecke von der Bülowstraße bis zum Zoologischen Garten. Darin war vorgesehen, dass am ehemaligen Auguste-Viktoria-Platz, dem heutigen Breitscheidplatz, eine Hochbahnanlage mit einer Hausdurchfahrt entstehen sollte, um dem Neubau der Kaiser-Wilhelm-Gedächtniskirche nicht den Glanz zu nehmen. Doch bald regte sich in Charlottenburg Widerstand gegen diese Pläne. 1897 verkündete der Charlottenburger Gemeinderat, dass nur bei einer vollständigen Untertunnelung des Charlottenburger Gebietes eine Verlängerung über den Bahnhof Zoologischer Garten hinaus möglich wäre. Da die Verlängerung auf jeden Fall erstrebenswert war und sich Siemens & Halske auf diesem Wege die kostspielige Hausdurchfahrt sparen konnte, gab es seitens der Firma keine Einwände dagegen.
In den folgenden Jahren errichtete Siemens & Halske die Strecke zwischen der Warschauer Straße und dem Bahnhof Zoologischer Garten. Wie vorgesehen, war der komplette Abschnitt zwischen der Stadtgrenze Charlottenburg/Schöneberg bis zum Bahnhof unterirdisch.

### Bau, Eröffnung und Architektur am Knie

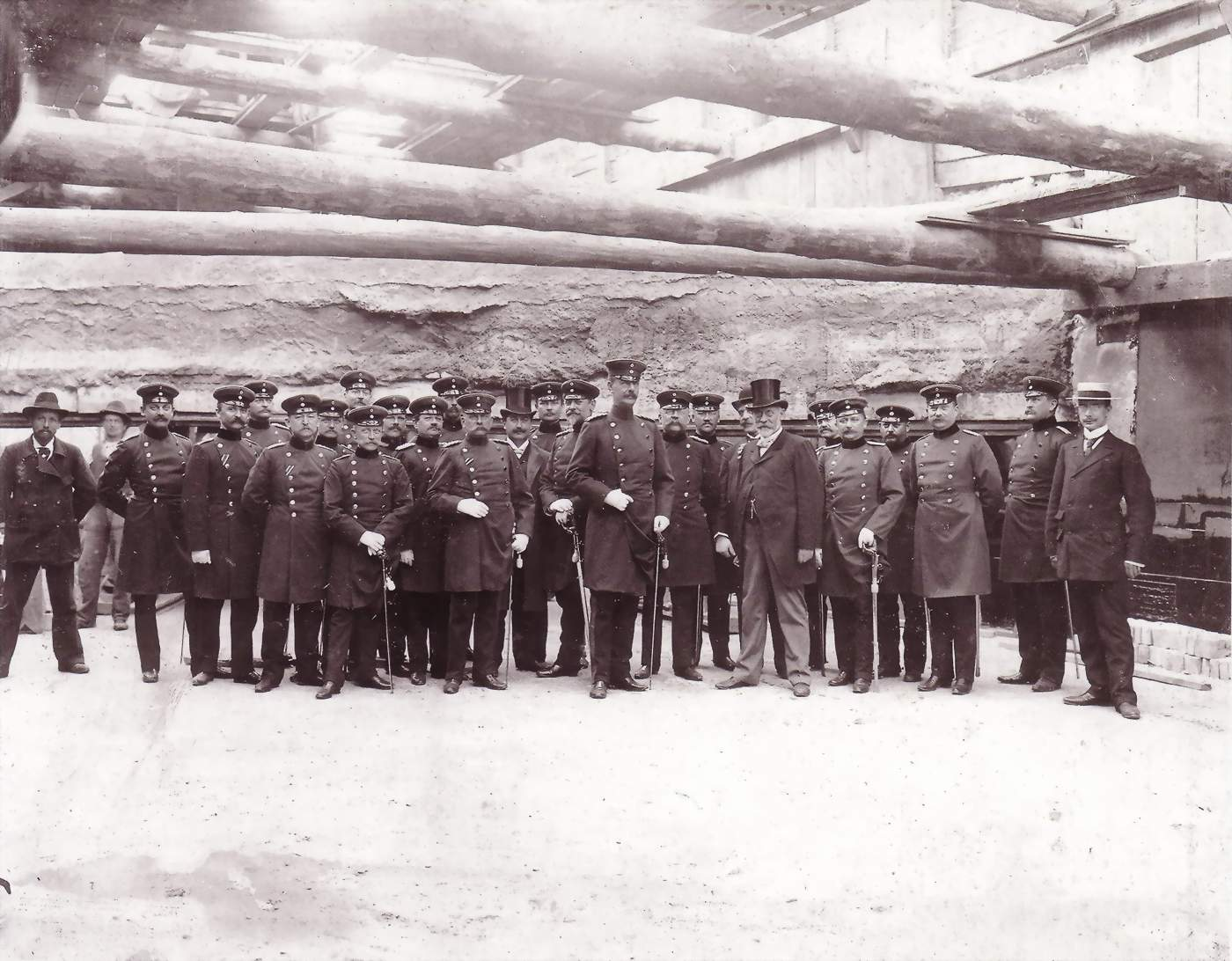
1902 posierte eine Offiziersgruppe in der Baustelle des Bahnhofs Knie, unter ihnen der mit Gehrock und Zylinder gekleidete Heinrich Schwieger, einer der Hauptingenieure der Hochbahn

Bereits 1898 beauftragte die Stadt Charlottenburg eine Verlängerung der zukünftigen Stammstrecke der Hoch- und Untergrundbahn vom Bahnhof Zoologischer Garten bis zum damals Knie genannten heutigen Ernst-Reuter-Platz, der Kreuzung zwischen der Bismarckstraße, der damaligen Berliner Straße (heute: Otto-Suhr-Allee), der Marchstraße, der Charlottenburger Chaussee (heute: Straße des 17. Juni) sowie der Hardenbergstraße. Dies galt bereits als erste Etappe der Verlängerung ins Charlottenburger Stadtzentrum am Wilhelmplatz. Siemens & Halske beziehungsweise die später den Betrieb ausführende Hochbahngesellschaft konnte auf eine Verlängerung in Richtung Westen hoffen.
Die Bauarbeiten für die Stammstrecke zwischen Warschauer Brücke, Potsdamer Platz und Zoologischer Garten wurden mit der neuen Baustelle zum Knie kombiniert, so konnte unter anderem eine gemeinsame Baulorenstrecke für die Stationen Knie und Zoologischer Garten benutzt werden.

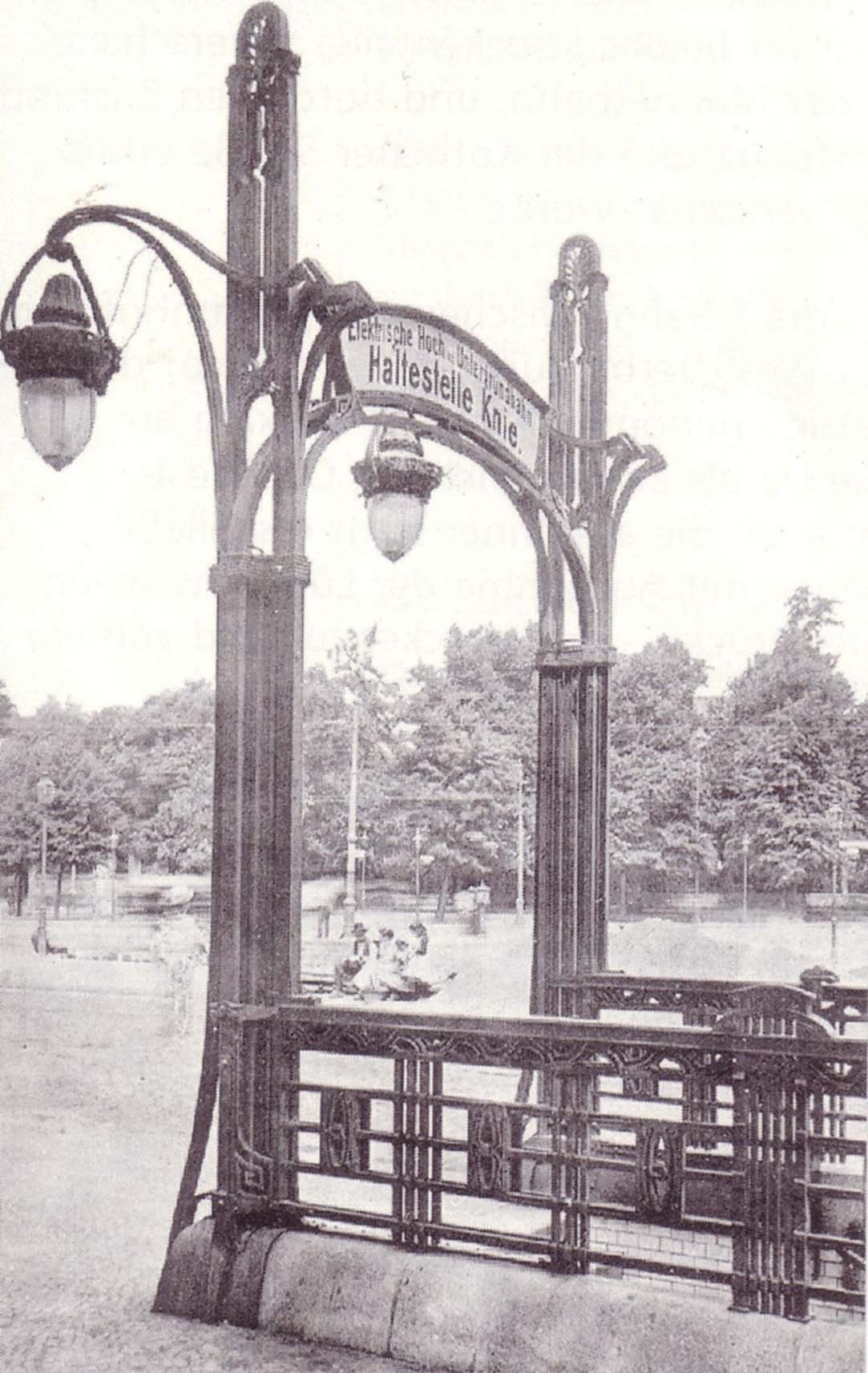
Eingangsportal zum U-Bahnhof Knie, gestaltet von Alfred Grenander. Zu sehen ist einer der frühesten Portaltypen Grenanders mit pylonengleichen Masten

Am 15. Februar 1902 feierten Vertreter aus Politik und Gesellschaft die Einweihung der ersten Strecke der Hoch- und Untergrundbahn zwischen dem Potsdamer Platz und dem Bahnhof Stralauer Tor. In den folgenden Monaten wurde die Strecke um weitere Stationen erweitert, sodass zum August 1902 die Züge bereits auf 10,9 Kilometer Betriebsstrecke verkehrten. Aufgrund der erst später begonnenen Bauarbeiten konnte der 991 Meter lange Tunnel vom Zoologischen Garten und der Bahnhof Knie erst am 14. Dezember 1902 in Betrieb genommen werden.
Alfred Grenander, der Architekt der Hochbahngesellschaft, gestaltete den Bahnhof ähnlich wie die anderen Untergrundbahnhöfe der Strecke, die Bahnhöfe Zoologischer Garten, Wittenbergplatz und Potsdamer Platz. Die eher unbedeutende Streckeneröffnung um Ende des Jahres 1902 ist nicht durch eine Eröffnungsbroschüre dokumentiert, sodass über die ausgeführte Gestaltung eher wenig bekannt ist. Grenander ließ den Bahnhof mit seinen zwei damals noch 95,6 Meter langen Seitenbahnsteigen mit weißen Fliesen ausstatten. Um die Fahrgäste nicht dem Wetter auszusetzen, gibt es auch einen schmalen Tunnel, der beide Seitenbahnsteige verbindet.
Zudem wurde erstmals der Fahrkartenschalter nicht oberirdisch, sondern im Untergrund errichtet. Eine weitere Ähnlichkeit mit den anderen Bahnhöfen waren die Zugangsportale mit herabhängenden Lampen im Jugendstil, die stark an die von Hector Guimard kurz zuvor gestalteten Eingänge der Pariser Métro erinnern. Ulrike Jordan beschreibt die Eingangsportal als „frühesten Portaltypen Grenanders mit pylonengleichen Masten, ausgeführt durch floral geschwungene Eisenstäben verschmelzend mit der eisernen Einfassung des Abgangs, an die wiederum frei hängende Lampen angebracht sind.“ Christoph Brachmann beschreibt es als „bizarres […] Eingangsportal“ und „nicht zukunftsweisend“.
Nach der Eröffnung war es nun möglich, von Charlottenburg Knie mit den Zügen der Berliner Hoch- und Untergrundbahn bis zur Warschauer Brücke zu fahren. Zu der Zeit waren Linienbezeichnungen noch nicht üblich.

### Nach der Eröffnung bis zum Krieg
Endbahnhof blieb das Knie aber nur kurzzeitig; bereits dreieinhalb Jahre später fuhren die Züge weiter bis zum ehemaligen U-Bahnhof Bismarckstraße, heute: Deutsche Oper. Die Fahrgastzahlen stiegen im Lauf der Jahre trotz zeitweiliger Wirtschaftskrisen weiter an, sodass auch bald der Bahnhof Knie an die Grenzen seiner Kapazitäten kam. Die betreibende Hochbahngesellschaft ließ daher, unter Grenanders Aufsicht, 1927/1928 die Bahnsteige auf 110 Meter verlängern, sodass nun auch Acht-Wagen-Züge hier halten konnten. Dies geschah zur gleichen Zeit auch bei anderen Bahnhöfen der Linie A. Im Rahmen des Bahnhofsumbaus und der parallelen Umgestaltung der Hardenbergstraße verschwanden auch die Jugendstilportale Grenanders; nun übliche Standardeingänge ersetzten diese.
Im Rahmen der „Germania-Planungen“ der Nationalsozialisten mit dem Bau der sogenannten „Ost-West-Achse“ erhielt der Platz am Knie ab 1939 eine wesentlich größere Bedeutung in der innerstädtischen Baustruktur. Der im gleichen Jahr beginnende Zweite Weltkrieg hatte schwerwiegende Folgen für Stadt, U-Bahn und den Bahnhof Knie. Zwar sind keine Bombentreffer oder andere Schäden am Bahnhof selbst verzeichnet, dennoch musste die BVG spätestens Ende April 1945 den Betrieb auf der letzten U-Bahn-Linie zwischen Ruhleben und Wittenbergplatz einstellen, da kein Fahrstrom mehr zur Verfügung stand.

### Nach Kriegsende und Umgestaltung 1958/1959
Nach Kriegsende wirkten die Schäden schwer und nur nach und nach konnten einzelne Bahnhöfe und Strecken wieder in Betrieb genommen werden. Die BVG setzte als erstes ab dem 14. Mai 1945 wieder Pendelzüge um den Hermannplatz ein, die Linie A zwischen Ruhleben und Knie ging bereits drei Tage später im Pendelverkehr in Betrieb. Nach und nach konnten die gröbsten Schäden behoben werden, sodass weitere Streckenteile und Linien wieder ihren Betrieb aufnahmen. Die Linie A zwischen Pankow und Ruhleben war ab dem 18. November 1945 wieder befahrbar, wenn auch mit zweimaligem Umsteigen. Erst ab dem 15. September 1946 war die komplette Linie zwischen Ruhleben und Pankow wieder funktionstüchtig, wenn auch einzelne Bahnhöfe – Kaiserhof und Nollendorfplatz – aufgrund der sehr starken Zerstörung weiterhin nicht angefahren wurden. Die letzten Arbeiten konnten erst zum 18. August 1950, der Wiedereröffnung des Bahnhofs Kaiserhof mit der Umbenennung in Thälmannplatz, beendet werden.
Währenddessen gründeten und teilten sich damit die zwei deutschen Staaten, die zwei Berliner Stadthälften und auch die BVG in eine Abteilung ‚Ost‘ und ‚West‘. Der damalige West-Berliner Oberbürgermeister, Ernst Reuter, der während der Berlin-Blockade 1948/1949 zu einer Symbolfigur des westlichen Widerstandes geworden war, verstarb am 29. September 1953 an einer Grippeinfektion. Den bekannten und geachteten Reuter ehrten Berliner Senat und West-BVG wenige Tage darauf am 2. Oktober 1953 mit der Umbenennung des Bahnhofs Knie in Ernst-Reuter-Platz, der Platz trug bereits einen Tag vorher seinen Namen.

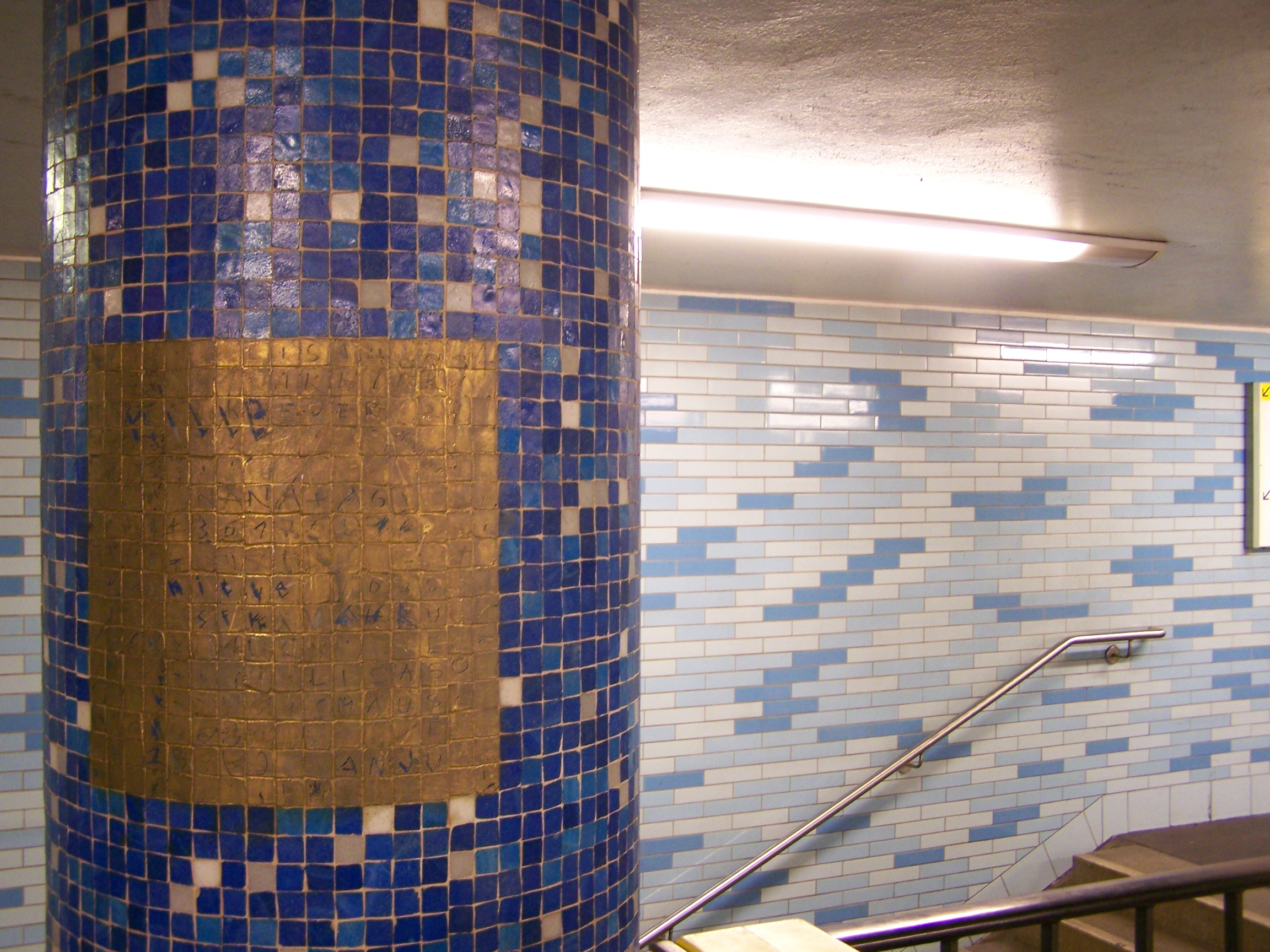
Seit der Umgestaltung 1958/1959 befinden sich Mosaike an Säulen des U-Bahnhofs, heute nur noch teilweise vorhanden

Diese Umbenennung entsprach nicht den Vorstellungen der Ost-BVG, die sie daher in ihren Linienplänen entweder ignorierte und weiterhin den alten Namen benutzte oder nur in Kleinbuchstaben den neuen Namen anmerkte. Dies spielte auf die gegenseitigen Reaktionen der beiden BVG-Verwaltungen an, da jeweils die andere die politisch motivierten Bahnhofsumbenennungen boykottierte.
Aufgrund der oberirdischen Bombenschäden am Ernst-Reuter-Platz und dem politisch motivierten Umgestaltungswillen allgemein lobte der Senat 1955 einen städtebaulichen Architekturwettbewerb aus, was eine komplette Umgestaltung des Platzes mit sich bringen sollte. Bernhard Hermkes und Werner Düttmann, die Sieger des Wettbewerbes, ließen den Platz zu einem großen Kreisverkehr mit zahlreichen hohen Gebäuden umgestalten. Besonders auffallend dabei das ehemalige Telefunken-Hochhaus, heute Teil der ebenso dort ansässigen Technischen Universität. Im unterirdischen Bereich ließ die BVG in den Jahren 1958 und 1959 ebenso umgestalten: Die weißen Fliesen des Bahnhofs verschwanden und wurden durch blaue, kleinteilige Mosaike sowie hellblaue Fliesen ersetzt. Außerdem ließ die BVG umfangreiche Fußgängerunterführungen einbauen; so ist es bis heute nur möglich, über den Zugang des nördlichen Bahnsteiges auf die Grünfläche im Kreisverkehr zu kommen, die anderen ehemaligen Zugänge ließ die BVG schließen. Seitdem befinden sich die Ausgänge für die zwei Bahnsteige in der Mitte. 1964/1965 wurden schließlich noch zwei Ausgänge zur Straßenoberfläche überdacht. Die Zugänge erhielten die üblichen, einfachen Umwehrungen aus Stabgittern und langrechteckigen Leuchtkästen mit dem Bahnhofsnamen.

### Weiteres Bahnhofsgeschehen

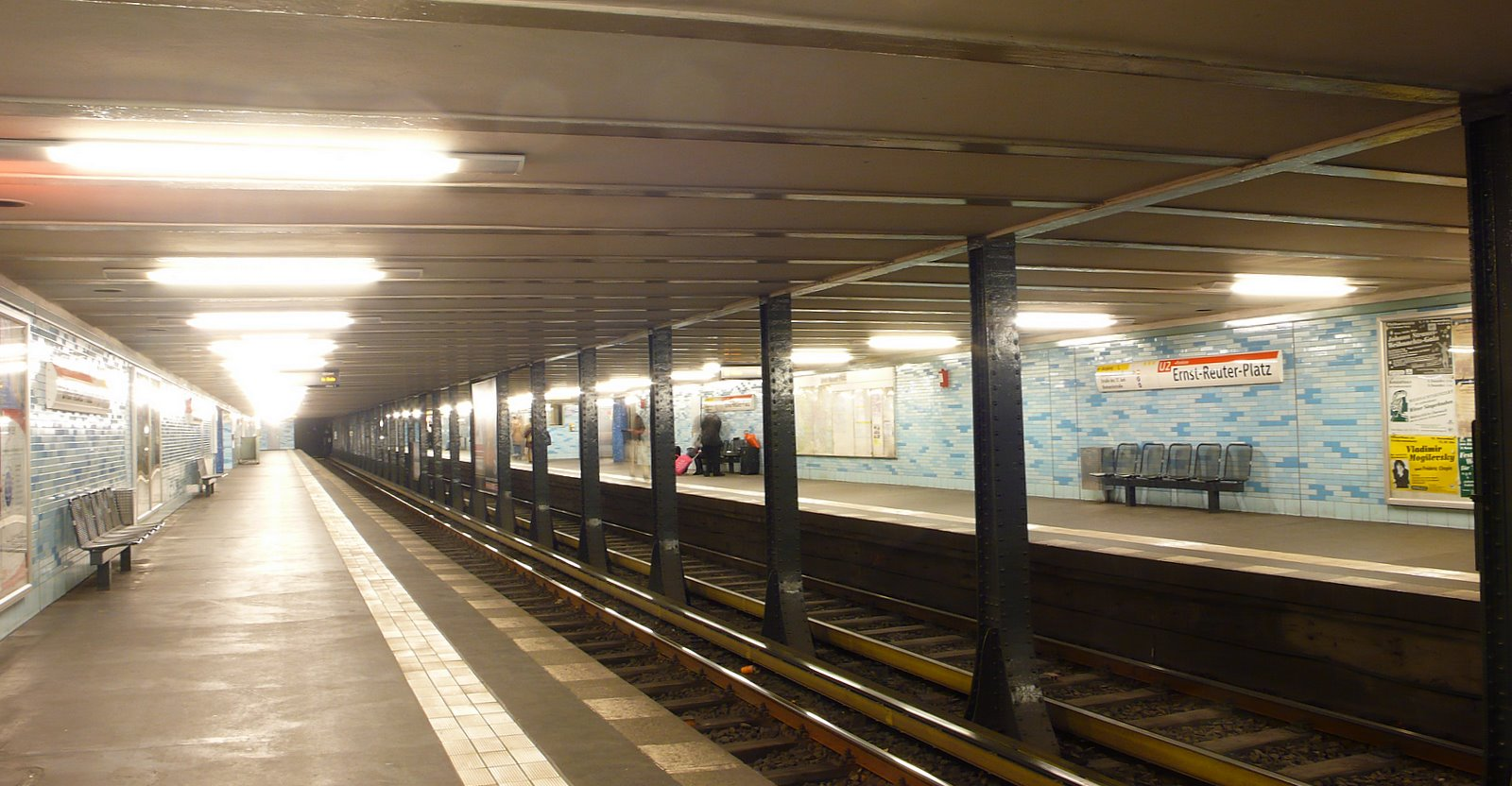
Seitenbahnsteige des U-Bahnhofs

Mehrere Jahrzehnte änderte sich wenig im und am Bahnhof Ernst-Reuter-Platz, lediglich Linien-Nummern wechselten des Öfteren. Bis 1961 fuhr die Linie AI von Pankow kommend über den Ernst-Reuter-Platz bis nach Ruhleben. Durch den Mauerbau im Jahr 1961 musste diese Linie getrennt werden, sodass die Züge zunächst nur bis Gleisdreieck fahren konnten. Gleichzeitig fand aber auch ein Linientausch statt: Nun fuhr die Linie BI vom Schlesischen Tor bis nach Ruhleben, nach Krumme Lanke fuhr nur die BII von Gleisdreieck. Nach der politischen Wende und deutschen Wiedervereinigung ließen BVG und Berliner Senat schnellstmöglich die Ost-West-U-Bahn zwischen Nollendorfplatz und Potsdamer Platz wiederherstellen. Seit dem 13. November 1993 fährt die U2 wieder zwischen Ost und West auch am Ernst-Reuter-Platz vorbei.
Eine weitere Sanierung des Bahnhofs folgte 1996, dabei verschwanden nun die ursprünglichen kleinteiligen Mosaike, nur an wenigen Stellen, beispielsweise einige Säulen, sind sie bis heute sichtbar. Die Stationswände erhielten Riemchen mit zwischen weiß und blau variierendem Farbton. Zusätzlich erhielt der Bahnhof Blindenleitsysteme. Bei der Sanierung waren zeitweise auch die früheren Stationsschilder mit dem alten Namen Knie wiederzusehen.
Nach dem Brand im U-Bahnhof Deutsche Oper im Jahr 2000 ließ der Berliner Senat ein Sicherheitskonzept entwerfen. Ein Gutachten sollte feststellen, welche U-Bahnhöfe mit nur einem Ausgang einen weiteren erhalten sollten. Der U-Bahnhof Ernst-Reuter-Platz besitzt seit der Umgestaltung 1959 nur einen Zugang in der Mitte der beiden Bahnsteige, das Gutachten empfahl daher, mindestens einen der geschlossenen Ausgänge wieder zu öffnen. Die Finanzierung ist jedoch ungeklärt, daher steht eine Verwirklichung weiterhin aus.
Der Bahnhof ist bisher nicht barrierefrei, nach Angaben der Senatsverwaltung für Verkehr soll der Bahnhof bis 2028 zwei Aufzüge – für jeden Seitenbahnsteig einen – erhalten. Eine behindertengerechte Erschließung ist mit einer vom Bahnhof Zoologischer Garten kommenden Metrobuslinie gewährleistet.

## Anbindung
| Linie | Verlauf |
| ----- | --- |
|       | Pankow – Vinetastraße – Schönhauser Allee – Eberswalder Straße – Senefelderplatz – Rosa-Luxemburg-Platz – Alexanderplatz – Klosterstraße – Märkisches Museum – Spittelmarkt – Hausvogteiplatz – Stadtmitte – Mohrenstraße – Potsdamer Platz – Mendelssohn-Bartholdy-Park – Gleisdreieck – Bülowstraße – Nollendorfplatz – Wittenbergplatz – Zoologischer Garten – Ernst-Reuter-Platz – Deutsche Oper – Bismarckstraße – Sophie-Charlotte-Platz – Kaiserdamm – Theodor-Heuss-Platz – Neu-Westend – Olympia-Stadion – Ruhleben |

Am U-Bahnhof bestehen Umsteigemöglichkeiten von der Linie U2 zu den Omnibuslinien M45 und 245 der BVG.